# Raúl Chávez Sarmiento
Raúl Arturo Chávez Sarmiento (Lima, Perú, 24 de octubre de 1997) es un estudiante de matemáticas peruano conocido por ser la segunda persona más joven del mundo en obtener una medalla en la Olimpiada Internacional de Matemática (IMO), después del matemático australiano Terence Tao.
Gracias al apoyo de su familia, Raúl consigue desarrollar su habilidad matemática desde temprana edad. Es así que sólo en 2009, a la temprana edad de 11 años, obtuvo los siguientes reconocimientos: la medalla de oro en la Olimpiada Nacional Escolar de Matemática (ONEM) de su país, misma que le permitió repetir su hazaña en Buenos Aires, Argentina al clasificarlo a la Olimpiada Matemática Rioplatense donde consigue la presea dorada; y después de otro proceso selectivo, clasifica a su primera Olimpiada Internacional de Matemática (Alemania 2009), donde obtuvo la medalla de bronce, acompañando el buen desempeño de su equipo.
Esta participación fue seguida de otras tres, en Kazajistán (2010), Países Bajos (2011) y Argentina (2012) donde obtuvo medallas de plata, oro y plata, respectivamente. En 2011, al obtener su medalla de oro, Raúl ocupó el sexto lugar en la clasificación general, siendo el mejor resultado individual que ha obtenido un peruano y cualquier latinoamericano en esta competencia hasta el día de hoy.
Raúl obtuvo su título de pregrado en la Escuela de Matemática Aplicada de la Fundación Getulio Vargas simultáneamente mientras realizaba sus estudios de maestría en Matemáticas en el Instituto Nacional de Matemática Pura e Aplicada (IMPA). Actualmente está siguiendo el programa de doctorado en Matemáticas de la Universidad de Harvard.